# 第三次全国文物普查百大新发现
第三次全国文物普查百大新发现是2011年底第三次全国文物普查基本结束后，在新发现的文物中经遴选、推荐，由国家文物局委托中国文物报社组织评选，最终以投票方式选出的100项文物，共六大类，其中，古遗址27个，古墓葬6个，古建筑16个，石窟寺及石刻6个，近现代重要史迹及代表性建筑40个，其他5个。图片展于12月23日在首都博物馆开幕，同时发行由国家文物局编写、文物出版社出版的学术画册《第三次全国文物普查百大新发现》。

## 古遗址
- 西山古道 北京市门头沟区
- 西辽城村遗址 河北省邯郸市涉县辽城乡
- 魏家窝铺遗址 内蒙古自治区赤峰市红山区文钟镇
- 青山沟小城子山城 辽宁省宽甸满族自治县青山沟乡
- 辽春捺钵遗址群 吉林省松乾安县赞字乡、余字乡
- 海西东水陆城站 黑龙江省佳木斯市、汤原县、桦川县、富锦市、同江市、抚远县
- 北水关遗址 上海市嘉定区嘉定镇街道
- 影山头遗址 江苏省泰州兴化市林湖乡
- 泗洲造纸作坊遗址 浙江省杭州市富阳区高桥镇
- 彭公水坝遗迹 浙江省杭州市余杭区瓶窑镇
- 浦溪河流域遗址群 安徽省黄山区甘棠镇、耿城镇
- 黄柏竹林坑遗址 福建省南平武夷山市武夷街道
- 华林造纸作坊遗址 江西省高安市华林风景名胜区
- 黄河三角洲盐业遗址群 山东省广饶县、潍坊市滨海开发区、寿光县、昌邑县
- 陈庄城址 山东省淄博高青县花沟镇
- 李家沟遗址 河南省郑州新密市岳村镇
- 南漳古山寨群 湖北省襄樊市南漳县板桥镇
- 鬼仔石像遗址群 湖南省永州市江永县、道县、江华瑶族自治县
- 老鼓楼衙署遗址 重庆市渝中区望龙门街道
- 阿梢脑遗址 四川省九寨沟县漳扎镇
- 锦江谷岸遗址群 贵州省铜仁市
- 学山遗址 云南省澄江县右所镇
- 镇坪盐道遗址 陕西省镇坪县
- 一棵树烽燧遗址 甘肃省酒泉敦煌市南湖乡
- 夏尔雅玛可布遗址 青海省都兰县巴隆乡
- 小河湾遗址 宁夏回族自治区彭阳县新集乡
- 红山口遗址 新疆巴里坤哈萨克自治县红山农场

## 古墓葬
- 大河口墓群 山西省翼城县隆化镇
- 宝日陶勒盖墓群 内蒙古自治区正镶白旗伊和淖苏木
- 春秋塘茶林场墓群 安徽省舒城县城关镇
- 李洲坳墓葬 江西省靖安县水口乡
- 闰楼墓群 河南省正阳县付寨乡
- 地埂坡墓群 甘肃省高台县罗城乡

## 古建筑
- 清太医院旧址 北京市东城区交道口街道
- 蔚县关帝庙 河北省张家口市蔚县西合营镇
- 西顿济渎庙 山西省泽州县高都镇
- 北池稷王庙 山西省新绛县阳王镇
- 相国圩护堤水牮 江苏省高淳县砖墙镇
- 黄村值庆桥 福建省建瓯市迪口镇
- 凤凰岭三皇殿 河南省济源市五龙口镇
- 大园苗族古村寨 湖南省绥宁县关峡苗族乡
- 长围村围屋 广东省始兴县罗坝镇
- 蛮降屯白裤瑶族古村寨 广西壮族自治区南丹县里湖乡
- 清溪古建筑群 四川省犍为县清溪镇
- 鲍家屯水利工程 贵州省西秀区大西桥镇
- 翁丁佤族古村寨 云南省沧源佤族自治县勐角乡
- 恰芒波拉康 西藏自治区吉隆县差那乡
- 贺家石党氏庄园 陕西省绥德县白家碱乡
- 金崖古建筑群 甘肃省榆中县金崖镇

## 石窟寺及石刻
- 庙塔石窟寺 内蒙古自治区准格尔旗薛家湾镇
- 香炉山岩画 辽宁省葫芦岛市南票区香炉山
- 佛尔岩塬石窟寺 四川省通江县杨柏乡
- 灵游院石窟寺 四川省安岳县岳阳镇
- 金沙江岩画 云南省香格里拉县、丽江市玉龙县
- 恰姆石窟寺 西藏自治区定结县琼孜乡

## 近现代重要史迹及代表性建筑
- 东方饭店早期建筑 北京市西城区天桥街道
- 首都钢铁公司旧址 北京市石景山区
- 大港油田港5井 天津市滨海新区大港
- 顺直水利委员会旧址 天津市河北区光复道街道
- 京张铁路张家口站 河北省张家口市东安大街
- 大益成纺纱厂旧址 山西省新绛县古交镇
- 呼伦贝尔中东铁路建筑群 内蒙古自治区呼伦贝尔市海拉尔区、满洲里市、牙克石市、扎赉诺尔矿区
- 本溪钢铁厂一铁厂旧址 辽宁省本溪市河沿街道
- 长春第一汽车制造厂厂址 吉林省长春市汽车产业开发区
- 辽源奉天俘虏收容所二分所旧址 吉林省辽源市西安区北寿街道
- 哈尔滨中东铁路松花江大桥 黑龙江省哈尔滨市道里区斯大林街道
- 西孟侵华日军飞机堡群 黑龙江省嫩江县海江镇
- 上海重型机器厂旧址 上海市闵行区江川路街道
- 民生港码头 上海市浦东新区洋泾街道
- 五原路近代建筑群 上海市徐汇区湖南路街道
- 国民政府中央广播电台发射台旧址 江苏省南京市鼓楼区江东门北街
- 浙东沿海近代灯塔群 浙江省宁波市、舟山市
- 坎门验潮所旧址 浙江省台州市玉环县坎门街道
- 陈塘红军医院旧址 福建省三明市宁化县石壁镇
- 7501瓷生产基地 江西省景德镇市珠山区新厂街道
- 洪都机械厂八角亭车间旧址 江西省南昌市青云谱区洪都街道
- 青岛潮连岛灯塔 山东省青岛市崂山区潮连岛
- 武昌表烈祠 湖北省武汉市武昌区首义路街道
- 中华全国文艺界抗敌协会成立旧址 湖北省武汉市江汉区中山大道
- 红二军团长征司令部旧址 湖南省新化县奉家镇
- 顺德糖厂旧址 广东省顺德区大良街道
- 南宁育才学校旧址 广西壮族自治区南宁市西乡塘区心圩街道
- 白查黎族船形屋 海南省东方市江边乡
- 重庆国民政府军事委员会旧址 重庆市渝中区解放西路
- 涪陵816工程遗址 重庆市涪陵区白涛街道
- 南沱红星渡槽 重庆市涪陵区南沱乡
- 中国工程物理研究院旧址 四川省梓潼县长卿镇
- 茅台酒厂历史建筑群 贵州省遵义仁怀市茅台镇
- 同乐傈僳族村寨 云南省维西傈僳族自治县叶枝镇
- 中央人民政府驻藏代表楼 西藏自治区拉萨市城关区功德林街道
- 大华纱厂旧址 陕西省西安市新城区太华南路
- 多伦多盐场 青海省囊谦县娘拉乡
- 英雄地中四井 青海省海西蒙古族藏族自治州冷湖行政委员会
- 青铜峡黄河铁桥 宁夏回族自治区青铜峡市青铜峡镇
- 农一师五团玉尔滚俱乐部 新疆维吾尔自治区阿拉尔市五团民族分场

## 其他
- 安化古道 湖南省益阳市安化县东坪镇、江南镇、田庄乡
- 贡陂堰 广西壮族自治区桂林市全州县龙水镇
- 峨蔓古盐田 海南省儋州市峨蔓镇
- 泉坪猛犸象化石点 甘肃省会宁县新庄乡
- 多儿水磨坊群 甘肃省迭部县多儿乡